# Fairy World Spin
Fairy World Spin is een indoor-theekopjesattractie in het Duitse attractiepark Movie Park Germany.
De attractie telt twaalf theekopjes waar per rit plaats is voor circa vijf personen, dus maximaal 60 personen per rit. Theoretisch gezien is de capaciteit circa 1000 personen per uur. Van de twaalf theekopjes staan drie kopjes aan de buitenkant van grote draaischijf, waardoor die maar één kant op draait, vergeleken met de andere negen die buiten de grote draaischijf ook nog op een kleinere draaischijf staan.

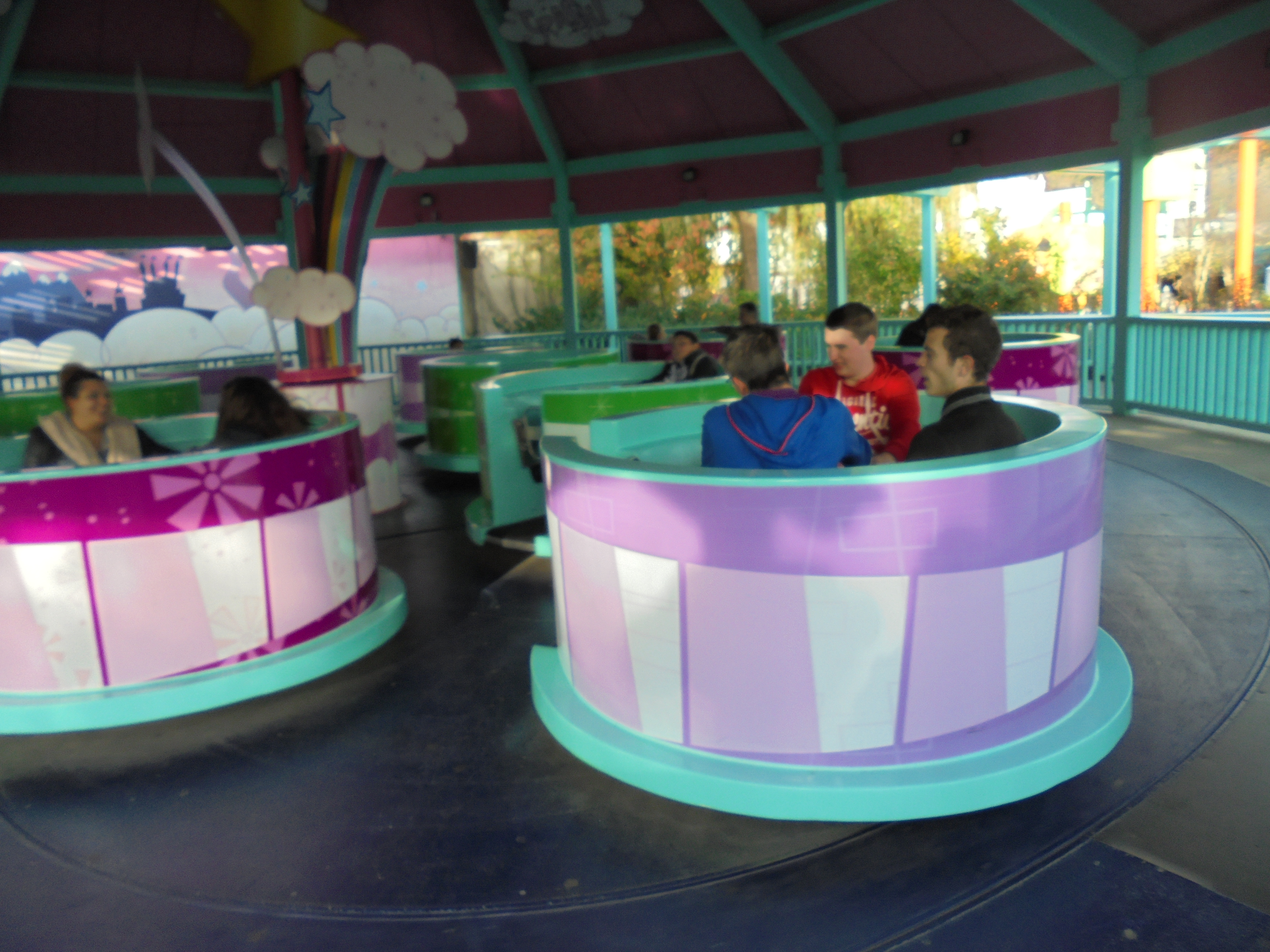
Fairy World Spin

Lijst van attracties in Movie Park Germany · Police Academy Stunt Show · afbeeldingen
Huidige attracties: Avatar Air Glider ·
Backyardigans Mission to Mars · The Bandit · Bermuda Triangle - Alien Encounter · Crazy Surfer · Dora's Big River Adventure · Fairy World Spin ·
Ghost Chasers · Jimmy Neutron's Atomic Flyer · MP Xpress · Excalibur - Secrets of the Dark Forest · NYC Transformer · Roxy · Side Kick · SpongeBob Splash Bash · Star Trek: Operation Enterprise · The High Fall · The Lost Temple · Time Riders · Van Helsing's Factory
Voormalige attracties: Batman Adventure · Cop Car Chase · Danny Phantom Ghost Zone · Gremlins Invasion · Ice Age Adventure · Josie's Bath House · Looney Tunes Adventure · Studio Tour · Unendliche Geschichte · Mystery River
Themagebieden: Federation Plaza · Hollywood Street Set · Nickland · Santa Monica Pier · Streets of New York · The Old West